# Église apostolique du Nigéria
Pour les articles homonymes, voir Église apostolique.
L'Église apostolique Nigeria (indonésien : Apostolic Church Nigeria) est une association chrétienne évangélique d'églises pentecôtistes, affiliée à l’Église apostolique.  Son siège est une megachurch à Lagos. 

## Histoire
L’église a ses origines dans la fondation d’un groupe de prière appelé “Precious Stone” à Ijebu Ode, par le dirigeant anglican Joseph Shadare en 1918,. En 1922, l’église quitte l’Église anglicane . L’église rejoint l’Église apostolique en 1931. En 1938, elle compterait 120 églises au Nigeria . 
En 2011, l'association inaugure un temple de 10.000 sièges, le National Temple à Lagos.
En 2018, l’église compterait 4.5 millions de membres au Nigeria.